# Witchblade
Witchblade é uma série de histórias em quadrinhos americana publicada pela Top Cow Productions, com o selo da Image Comics, de 1995 até os dias atuais. A série foi criada pelos editores da Top Cow Marc Silvestri e David Wohl, escrita por Brian Haberlin e Christina Z e desenhada por Michael Turner.
O título Witchblade posteriormente foi adaptado em uma série de televisão, uma série em anime, uma série de mangá e um romance japones em 2006. Um filme baseado na história em quadrinhos, intitulada Witchblade, foi programado para ser lançamento de 2009, no entanto o filme foi cancelado.

## Enredo
Sara Pezzini, uma policial da seção de homicídios do Departamento de Polícia de Nova Iorque (NYDP), um dia encontra um artefato senciente sobrenatural místico com incríveis poderes. Este artefato, de inicio, tem a aparência de um simples bracelete, mas na hora de necessidade muda para a forma de uma manopla que, então, pode se desdobrar e tornar-se uma armadura, espada ou qualquer outra arma cortante que possa proteger Sarah.
Curiosamente a Witchblade (nome do artefato) já passou pelas mãos de varias mulheres poderosas ao longo dos séculos. Kenneth Irons é um empresário inescrupuloso que pretende utilizar a Witchblade para fins destrutivos.

## Publicações
- Witchblade: Obekemono (Image Comics / Top Cow Productions, 2002)
- Witchblade #1-current (Image Comics / Top Cow Productions, 1995–presente)
  - Witchblade No. 0 (Image Comics / Top Cow Productions, 2002)
  - Witchblade #1/2 (Wizard Magazine / Top Cow Productions, 2001)
  - Witchblade No. 500 (Wizard Magazine / Top Cow Productions, 1998)
- Tales of the Witchblade #1-9 (Image Comics / Top Cow Productions, 1996-2001)
  - Tales of the Witchblade #1/2 (Wizard Magazine / Top Cow Productions, 1997)
- Broken Trinity: Witchblade one-shot (Image Comics / Top Cow Productions, 2008)
- The Darkness/Witchblade one-shot (Image Comics, Top Cow Productions, 1999)
- Tomb Raider/Witchblade one-shot (Top Cow Productions, 1997)
- Witchblade Animated one-shot (Image Comics / Top Cow Productions, 2003)
- Witchblade: Blood Oath one-shot (Image Comics / Top Cow Productions, 2004)
- Witchblade/The Darkness one-shot (Image Comics / Top Cow Productions, 1999)
- Witchblade vs. The Darkness #1/2 (Wizard Magazine / Top Cow Productions, 1998)
- Witchblade: The Demon one-shot (Dynamic Forces / Image Comics / Top Cow Productions, 2003)
  - Witchblade and Tomb Raider one-shot (Image Comics / Top Cow Productions, 2005, Witchblade: The Demon e Tomb Raider: Scarface's Treasure)
- Witchblade: Destiny's Child #1-3 (Image Comics / Top Cow Productions, 2000)
- Witchblade: Due Process one-shot (Image Comics / Top Cow Productions, 2010)
- Witchblade Infinity one-shot (Image Comics / Top Cow Productions, 1999)
- Witchblade/The Darkness one-shot (Image Comics / Top Cow Productions, 1999)
- Witchblade vs. The Darkness #1/2 (Wizard Magazine / Top Cow Productions, 1998)
- Witchblade: Nottingham one-shot (Image Comics / Top Cow Productions, 2003)
- Witchblade: Shades of Gray #1-4 (Dynamite Entertainment / Top Cow Productions, 2007)

## Personagens
- Sara Pezzini: a detetive de homicídio de NYPD Sara Pezzini é uma combinação de inteligência e de beleza de rua. Jurando cumprir a lei, Sara faz qualquer coisa para trazer criminosos a justiça. Quando entra em contato com o Witchblade, a arma antiga agita sua vida e a coloca em seu braço, emprestando seus poderes incomuns que Sara não compreende ainda. Enquanto se esforça para descobrir a verdade sobre seu passado e o legado da arma antiga, Sara encontra fatos que aumentam o mistério do bracelete cada vez mais.

- Danny Woo: o falecido ex-parceiro de Sara e agora um fantasma, Danny passa a ser o anjo da guarda de Sara. Danny foi morto quando ele e Sara investigavam um gangster famoso e assassino, Tommy Gallo. A Witchblade permite que Sara veja e converse com Danny, que continua a ajudá-la e guia-la do além-túmulo.

- Jake McCartey: Ex-campeão de surf de West Coast, Jake é agora um detetive de polícia novato e chefiado por Sara. Mesmo com seu estilo descontraído e pouco convencional, para um tira de NY, suas habilidades investigativas são excelentes. Sua admiração para Sara pode se estender além de seu relacionamento profissional.

- Kenneth Irons: Empresário e excêntrico multimilionário que espalhou boatos para ter sua fortuna com as transações ilegais, Irons possui uma estranha conexão com Witchblade. Um colecionador de arte e de armas antigas, o Witchblade estava em sua coleção, no emprestado a um museu do Midtown, quando Sara o encontrou. Ainda carrega as cicatrizes de sua tentativa falida de usar a arma e é possuído de várias maneiras ainda por seu poder. Irons monitora Sara usando Witchblade porque seu império incorpora diversas indústrias de Vorschlag, que inclui terras, bens imobiliários e desenvolvimento de tecnologia.

- Ian Nottingham: Inescrupuloso e expert em artes marciais, Nottingham é uma arma letal. Um homem misterioso e onipresente, trabalha para Irons como guarda-costas e faz tudo.Por determinação de Irons, uma de suas missões é monitorar Sara no uso do Witchblade. Sempre próximo quando o Witchblade entra em ação, Nottingham observa e tenta entender o relacionamento de Sara e a lâmina. O que permanece um mistério qual a profundidade de seu relacionamento com Irons.

## Adaptações

### Série de TV
Em 2000 foi lançado um piloto para um futuro seriado baseado nos quadrinhos de Witchblade, o seriado foi adiante e em 2001 a serie foi ao ar, no Brasil o SBT a exibiu.
A série conta basicamente a mesma história dos quadrinhos, mas como o dinheiro da produção era pouca foram eliminados os super vilões que aparecem nos quadrinhos. Outra mudança foi que nas histórias, quando Sarah utiliza a Witchblade, ela fica seminua, já no seriado para ter uma classificação mais leve, Sarah continua de roupa, alias com bastante roupa.
A série tinha uma boa audiência, mas mesmo assim foi cancelada em 2002, especula-se que o fim da série tenha a ver com os problemas de alcoolismo da atriz Yancy Butler que um ano após o encerramento do programa foi presa por trafico e andar embriagada.

### Anime
Em 2004 o estúdio japonês Gonzo em parceria com a Top Cow lançou o anime Witchblade. Diferente dos quadrinhos americanos, este não tem Sarah Pezzini, a heroína desta história é outra, Masane Amaha.
Em um futuro bem distante um grande terremoto destrói Tóquio e no meio dos destroços os bombeiros encontram uma moça desmaiada segurando um bebê. A moça está com amnésia, não sabe quem é ou se a criança é dela. Seis anos depois Masane Amaha e sua filha Rihoko estão fugindo da Divisão de Proteção as Crianças (DPC) que acreditam que a moça não pode cuidar da filha.
Masane é uma moça de bom coração, mas é meio desajeitada e avoada, fazendo com que sua filha Rihoko fique mais com a função de mãe do que de filha.
Masane acaba no meio da briga entre uma grande corporação e uma agência do governo, ambos querem o controle da Witchblade que esta com Masane.
No anime tem um personagem chamado Yuusuke Tozawa, um fotógrafo que investiga a Witchblade, ele é também vizinho de apartamento de Masane Amaha, e costuma chamá-la de Mesamune (é um trocadilho com o nome da protagonista que é levemente peituda) o significado é mamas invencíveis.

### Filme
Em 2009 foi anunciado um filme da Witchblade, e em 2010 o diretor Michael Rymer entrou no projeto como diretor, mas até agora o filme não começou a ser filmado. Atualmente o filme está marcado para estrear em 2013. Megan Fox estaria cotada para o papel de Sarah Pezzini, como a atriz já declarou diversas vezes que não tem problema em ficar nua em um filme ela poderia ficar seminua como é nos quadrinhos.

## Links
- Sara Pezzini no Comic Book DB
- Witchblade no Comic Book DB
- Witchblade na Don Markstein's Toonopedia
- Top Cow oficial
- Guia de datas e episódios
- GONZO Witchblade anime (Japonês)